# نادر حسن
نادر حسن ( 23 مارس 1978 )، ممثل مصري. بدأ التمثيل وهو طفل في المسلسلات المصرية بادور صغيرة. وكانت بداية شهره حين ظهر في فيلم ثلاثة على الطريق مع الممثل محمود عبد العزيز سنة 1993.

## عن حياته
ولد نادر حسن في 23 مارس من عام 1978. هو الأخ الأصغر لنبيلة حسن التي لمعت طفلةً وشابةً، ومؤمن حسن الذي لمع طفلاً وشاباً، لكنهما اختفيا عن الشاشة. ظهر نادر حسن طفلًا في السينما والتليفزيون ثم إختفى عندما كبر. يمكن رؤيته في فيلم ثلاثة على الطريق مع محمود عبد العزيز وعايدة رياض. وعندما أصبح شابا عمل بمسلسلات التليفزيون خصوصًا الجزء السابع من يوميات ونيس.

## من أعماله

### المسلسلات
- ونيس وأيامه (ج2-ج3-ج4-ج7)
- الإمام محمد عبده (أحمد عبد العزيز-عفاف شعيب-أشرف عبد الغفور-هادي الجيار)
- إن غاب القط (عمر الحريري-هالة فاخر-أحمد راتب-رجاء الجداوي)
- حكايات زوج معاصر (الحلقة 19)

الليل وآخره (يحيي الفخراني-نرمين الفقي-هدي سلطان-رشوان توفيق)
- نجوم الظهر (يوسف شعبان-سمية الألفي)
- عقدة ماما عزيزة (ليلى طاهر-محمد وفيق-حنان شوقي)
- قلوب تائهة (عمر الحريري-خيرية أحمد-سيد الشرقاوي)
- حدث في الهرم (عبد الله فرغلي-كريمة مختار-هادي الجيار-عمر الإبياري)

## السينما
- 2000 : يمين طلاق
- 1993 : الوضع الأمني بدور الطفل محمد
- 1993 : ثلاثة على الطريق بدور الطفل خليل
- 1990 : الأستاذ بدور الطفل تامر
- 1990 : موعد مع الرئيس بدور الطفل كريم
- 1990 : الخطر
- 1990 : العفاريت بدور حودة
- 1989 : عنبر الموت بدور عمر
- 1989 : قلب الليل بدور الطفل جعفر
- 1988 : ملابس الحداد الحمراء بدور طفل
- 1987 : أسعد الله مساءك بدور طفل
- 1985 : الحب في غرفة الإنعاش بدور الطفل طارق

### دوبلاج الرسوم المتحركة
- المغامرون الخمسة وآلة الزمن

### السهرات التلفزيونية
- البحث عن شقة الزوجية

## روابط خارجية
- نادر حسن على موقع الدهليز
- نادر حسن على موقع قاعدة بيانات الأفلام العربية